# كيفن ليلي
كيفن ليلي (بالإنجليزية: Kevin Lilly)‏ هو لاعب كرة قدم أمريكية أمريكي، ولد في 14 مايو 1963 في تلسا في الولايات المتحدة.

## وصلات خارجية
- كيفن ليلي على موقع مرجع كرة القدم المحترفة.كوم (الإنجليزية)
- كيفن ليلي على موقع JustSportsStats.com (الإنجليزية)